# سودا رانی
سودا رانی (به انگلیسی: Sudha Rani) با نام تولد جایاشری بازیگر هندی است.
از کارهای معروف او می‌توان به بازی در فیلم‌های فرزند ارشد اشاره کرد.

## فیلم‌شناسی
فهرست برخی از فیلم‌هایی که سودا رانی در آن‌ها به ایفای نقش پرداخته‌است:
- فرزند ارشد-۱۹۹۵
- اتو شانکار-۲۰۰۵
- حادثه-۲۰۰۸
- سال نو مبارک-۲۰۱۷
- خروج اضطراری-۲۰۲۲